# Meruana camerounensis
Meruana camerounensis är en stekelart som först beskrevs av Jean Risbec 1955.  Meruana camerounensis ingår i släktet Meruana och familjen finglanssteklar. Inga underarter finns listade i Catalogue of Life.